# Дю Вэр, Гийом
Гийом дю Вэр (фр. Guillaume du Vair, 7 марта 1556, Париж — 31 августа 1621, Тоннен, Аквитания) — французский государственный деятель, писатель и эссеист, представитель неостоицизма.

## Биография
Родился в семье адвоката из Клермона. В молодости посетил Италию и Англию, затем был клерком парижского Парламента. Член парижского Парламента с 1584 года. Пользовался значительным политическим влиянием в период окончания Религиозной войны (1562—1598) во Франции. В 1593 году озвучил возможность для Генриха IV получить французскую корону в случае принятия им католичества. Позднее выполнял дипломатические поручения в Англии, был председателем Парламента и губернатором Прованса в течение 20 лет, с 1596 по 1616 год. С 1617 года и почти до самой смерти в августе 1621 — граф, епископ Лизьё в Нормандии.
Г. дю Вэр был автором многочисленных эссе, в которых пытался связать христианскую религию с античным стоицизмом. Произведения дю Вэра, отличавшиеся ясностью изложения и хорошим художественным стилем, оказали влияние на мировоззрение таких выдающихся французских философов, как Рене Декарт и Паскаль Блез. В 1593 году он пишет диалог «De la constance et consolation des calamités publiques» на тему христианской веры в тяжких условиях нужды и беды. Также создал сочинение о состоянии французского языка.
Г. дю Вэр был близким другом французского поэта Франсуа де Малерба.